# Wagirkidul
Wagirkidul is een bestuurslaag in het regentschap Ponorogo van de provincie Oost-Java, Indonesië. Wagirkidul telt 4394 inwoners (volkstelling 2010).